# Landscape Arch

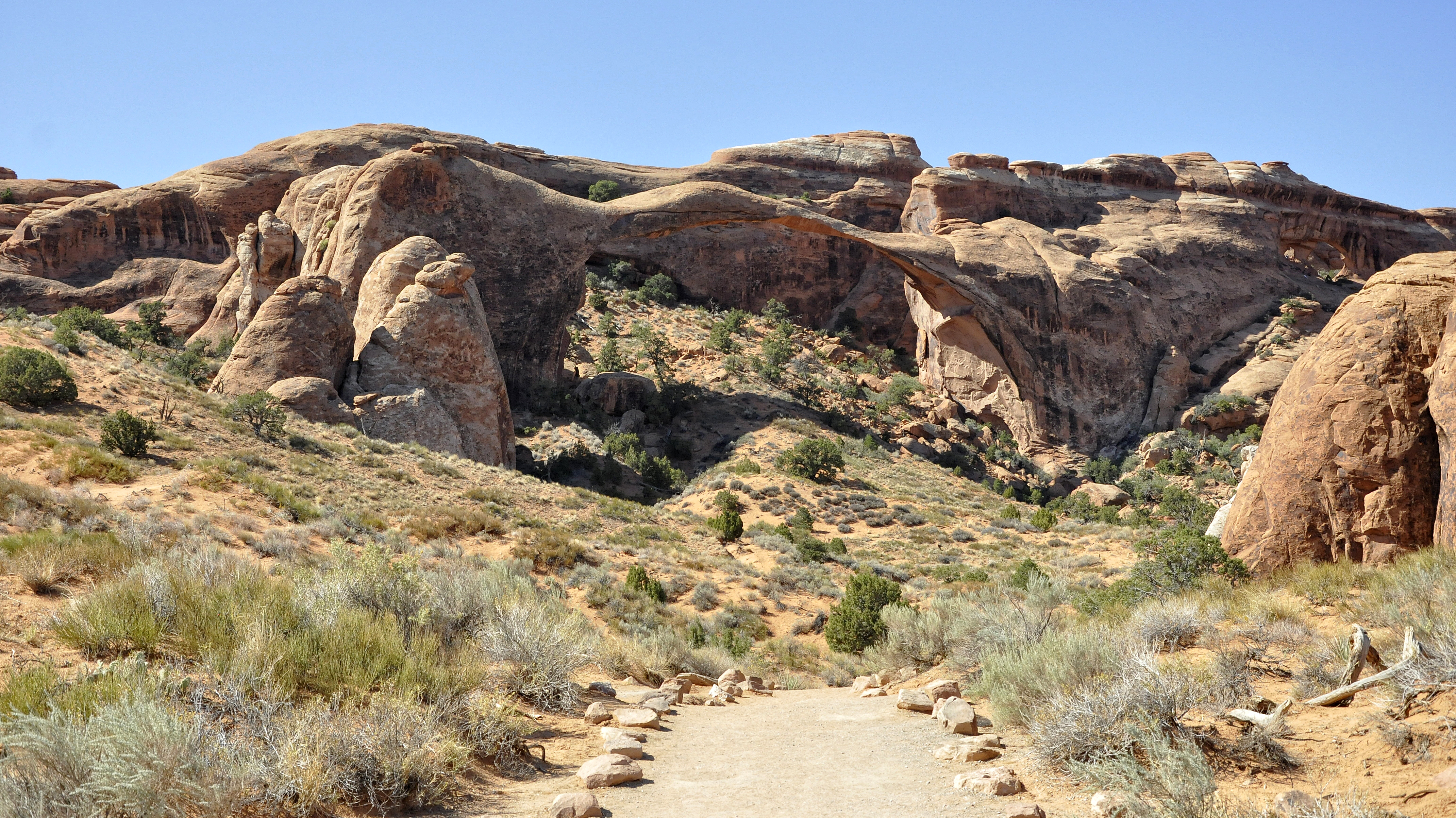
Landscape Arch

Landscape Arch is de langste van de vele natuurlijke rotsbruggen gelegen in het Arches National Park in de Amerikaanse staat Utah. De brug is een van de vele in dit noordelijk gedeelte van het park, bekend als Devil's Garden.
Landscape Arch behoort tot de langste natuurlijke bruggen in de wereld, met een overspanning in 2004 van 88,4 meter. In 1991 is er van de Landscape Arch een stuk afgebroken met de afmetingen van 20 m bij 3,66 m bij 1,33 m. Een ooggetuige maakte hier een filmpje van. Nu is het niet meer toegestaan om onder of op de boog te lopen.